# Чиновничка колонија
Чиновничка колонија урбано је београдско насеље. Налази се у Општини Вождовац и предграђе је централног насеља Вождовац. Изграђено је 1930. године као једна од најранијих планираних четврти Београда.

## Локација
Насеље заузима северозападни део општине Вождовац. Ограничено је Основном школом „Карађорђе” на северу, Вождовачком црквом на југу, две главне градске улице, Војводе Степе на истоку и Булеваром ослобођења на западу. Чиновничка колонија граничи се са Аутокомандом на северу, Душановцем на североистоку, Вождовцем на истоку, Бањичком шумом на југоистоку и Дедињем и Дипломатском колонијом на истоку.

## Историјат
Након ослобођења у Првом светском рату 1918. године, Вождовац је стављен под управу Београда. Упркос економским тешкоћама изазваним ратом, забележен је раст становништва у Београду. Како је велики део града био девастиран, то је резултирало високим најамнинама. Како би ублажили овај проблем државни и приватни службеници формирали су стамбену задругу.
Године 1928. задруга је купила од београдске општине велики део потпуно неурбанизованог дела Предграђа Краљице Марије, које је названо по Марији Карађорђевић. Становници су након тога почели да колоквијално користе назив Вождовац, што је и усвојено као службено име. Велико земљиште налазило се на левој страни аутопута ка Авали, који се тада звао Шумадијски пут, а данас се зове Булевар ословођења. Земљиште је заузимало простор између вождовачке цркве и фудбалског стадиона СК Југославија.

### Пројектовање и изградња
Оснивачи задруге првобитно су замислили насеље које ће се састојати од неколико блокова модерних зграда, окружених парковима. Та идеја је била прилично популарна у великим европским градовима. Зграде су биле замишљене као монументалне грађевине у центрима великих паркова уз све потребне техничке објекте, који би допринели комфорности становања у насељу. Међутим, чланови задруге су имали различита мишљења, па је на крају одлучено да се направе мале, индивидуалне стамбене куће. Земљиште је подељено на 299 мањих парцела на којима је насеље Чиновничка колонија саграђено, а план парцелације је сачињен 1929. године. Површина парцеле била је од 4.300 до 6.500 квадратних метара. План парцелације био је рад Ђорђа Коваљевског. Предвиђено је формирање 10 стамбених блокова са кућама и два мања блока за јавну употребу. Један је био намењен за отворену зелену пијацу, а други за изградњу задруге, парка и дечијег игралишта. Зграда задруге пројектована је као центар јавног живота насеља, укључујући балску салу, биоскоп и библиотеку. На улазу у насеље планиран је трг, али он није изграђен.
Већи део насеља пројектовао је чешки архитекта Јан Дубови, као кварт стамбених породичних кућа и вила са двориштима и зеленим појасевима између. Дубови је пројекат засновао на идејама Ебенизера Хауарда, који је био творац вртних градова. Остали архитекти који су допринели пројекту насеља били су Милан Злоковић, који је радио на типским кућама, и Бранислав Којић. Ипак, од скоро 300 кућа, више од 200 је пројектовао руски архитекта Валериј Сташевски и његов биро.
Сваки власник објекта је имао слободу да одабере архитекту, али је морао да поштује неке основне смернице које је поставио Дубови: кровови са шипкама (пресавијени у стилу пагода), зелене спољне ролетне (дрвене или металне), прозори са шпроснама, прилази степеништу омеђени ниским зидом до улазних врата и друге смернице. Како је Дубови био модерниста, општи захтев је био и да се не постављају фигуре, пиластри, украсни венци и други класични украсни елементи.
Изградња насеља почела је у септембру 1930. године. Иако су куће сматране вилама, због економске кризе и социјалних и финансијских могућности инвеститора, пројектоване су у архитектонском смислу као врло једноставне, али функционалне. У већини случајева нису имале украсе, али су имале избочене стрехе и кровове у народном стилу градње. Због идеје „зеленог града” у пројекту, куће су мало удаљене од улица и једна од друге, тако да могу бити окружене зеленим површинама и шумовитим двориштима.
У почетку је само једна кућа добила дозволу да буде већа од осталих, а она је била у власништву Милорада Шошкића, главног инспектора у Министарству просвете. Градска управа издала је специјалну дозволу, након што је Дубови то дозволио. ТО је наводно учинио јер се кућа налазила готово у геометријском центру насеља, а пројективао ју је руски архитекта Борис Фесенков.
Београдска општина је бојкотовала насеље због неплаћања ануитета за земљиште, тако да улице нису биле нивелисане ни калдрмисане. Уређивање је рађено 1937, почевши од ул. Јове Илића.

### Нова градња
Током осамдесетих година XX века започела је надоградња вила. У јулу 1991. године кварт је стављен под прелиминарну заштиту, јер неки од најзначајнијих архитеката стоје иза његовог пројектовања и зато што је оснивање насеља планирано јединственим урбанистичким концептом. До тадa, само 83 куће су остале нетакнуте од изградње тридесетих година XX века. Статус заштите Чиновничке колоније је опозван 1994. године.
Услед економског краха који је уследио након распада СФРЈ и ратова, многи стари власници продали су своје куће. Инвеститори су почели са изградњом нових зграда у различитим стиловима, а да би добили што већу површину зазидали су читаве парцеле и уништили дворишта и вртове. На овај начин је модерно насеље Чиновничка колонија постало потпуно супротно ономе што је првобитно изграђено тридесетих година. До 2007. године остало је мање од 50 оригиналних кућа.

## Администрација
Првобитно име насеља било је Чиновничко насеље Вождовац, али је касније преименовано у Чиновничка колонија. Насеље је организовано као локална заједница, под-општинска управна јединица на Вождовцу. Локална заједница је званично названа Др Ненад Парента у пописима 1981. године, а потом је добиле име по кварту. Према попису становништва 2011. године у насељу је живело 3.867 становника.

## Карактеристике
Насеље је данас претежно стамбено. У источном делу са десне стране Улице Војводе Степе налазе се виши објекти новије градње. У неким новоизграђеним зградама налазе се клинике и хотели. У непосредној близини насеља налази се Дванаеста београдска гимназија. У околини насеља налазе се и Факултет организационих наука и Стадион "Рајко Митић", а ту је некада био и први сабирни логор за Јевреје и Роме у Београду Топовске шупе.